# Temida
Temida ili Temis (grč. Θέμις, Thémis), u grčkoj mitologiji Titanida, je i božica pravednosti, Gejina i Uranova kći, majka Suđenica i Hora. Temidini atributi su vaga i mač, a njen pandan u rimskoj mitologiji je Justitia.

## Etimologija
Temidino grčko ime znači "zakon prirode", "red". Po njoj je nazvan asteroid 24 Themis.

## Karakteristike
Temida je bila utjelovljenje božanskog poretka, zakona i običaja. Kad bi se Temidu zanemarilo, Nemezida bi se osvetila. Za razliku od Nemezide, Temida nije osvetoljubiva, ona je "slatkih obraza", prva koja je ponudila Heri piće kad se vratila na Olimp zbog Zeusovih prijetnji (Ilijada).
Temida predstavlja pravilan odnos između muškarca i žene, osnovu pravilno uređene obitelji. Suci su često bili znani kao themistopoloi ("Temidine sluge"). Ona je osnova reda i na Olimpu, a Hera ju je često nazivala damom.

## Mitologija
Sa Zeusom ili Okeanom majka je Hora i Mojra (Suđenica). Također, ona je rekla Deukalionu i Piri da bacaju kamenje kako bi nastali novi ljudi.

## Vanjske poveznice
- Temida u klasičnoj literaturi i umjetnosti (engl.)
- Temida u grčkoj mitologiji (engl.)